# Асоциация „Българите“ (Буенос Айрес)
Асоциация „Българите“ (на испански: Asociación Civil Los Bulgaros) е културна неправителствена организация на българи в Аржентина, регистрирана през 2012 година в град Буенос Айрес. Асоциацията поддържа периодичнa онлайн телевизионна програма, радио и подкаст. Телевизионната им програма печели наградата на сдружението на испаноговорещите журналисти в България „Светове и цветове“ в категория Телевизия през 2021 г.